# Erazm Wardziński
Erazm Eryk Wardziński (ur. 12 listopada 1919 w Korytowie, zm. 12 lipca 1993 w Highcliffe) – kapitan pilot Polskich Sił Powietrznych w Wielkiej Brytanii, kawaler Virtuti Militari.

## Życiorys
Miał pięciu braci: Witolda, Edwarda, Franciszka, Henryka i Zygmunta. W 1938 roku rozpoczął naukę w Szkole Podchorążych Lotnictwa. Po wybuchu II wojny światowej został ewakuowany i przez Rumunię, Liban i Francję przedostał się do Wielkiej Brytanii. Wstąpił do Polskich Sił Powietrznych, otrzymał numer służbowy RAF P-1581. W czerwcu 1941 roku został skierowany na szkolenie do 58 Operational Training Unit (OTU), które ukończył w sierpniu. Otrzymał przydział do 303 dywizjonu myśliwskiego, 21 sierpnia został przeniesiony do 302 dywizjonu myśliwskiego. 17 kwietnia 1942 roku w rejonie Cherbourga podczas operacji Circus 2 zgłosił prawdopodobne zestrzelenie Messerschmitta Bf 109.
W lutym 1943 roku rozpoczął naukę w Szkole Oficerów Lotnictwa, którą ukończył w listopadzie i powrócił do służby w 302 dywizjonie myśliwskim. 19 września 1943 roku uzyskał pewne zwycięstwo nad FW 190. Następnie został przeniesiony do 3 dywizjonu myśliwskiego RAF latającego na samolotach Hawker Typhoon. 29 lutego 1944 roku pilotował Typhoona IB QO-P (JP921), który został zestrzelony przez obronę przeciwlotniczą. Udało mu się uniknąć niewoli i dołączył do holenderskiego ruchu oporu. 4 października 1944 roku został wyzwolony przez wojska alianckie i powrócił do Wielkiej Brytanii. W lutym 1945 roku powrócił do latania bojowego i został mianowany dowódcą eskadry w 308 dywizjonie myśliwskim. 20 marca 1945 roku został ponownie zestrzelony podczas lotu bojowego na samolocie Spitfire Mk XVI (TB734). Również i w tym przypadku uniknął niewoli, udało mu się przedostać na tereny opanowane przez oddziały alianckie. 21 kwietnia 1945 roku powrócił do 308 dywizjonu. W maju 1945 roku został skierowany na kurs dowódców dywizjonu, który ukończył w lipcu. Został przydzielony do sztabu 1 Polskiego Skrzydła Myśliwskiego. Po zakończeniu działań wojennych nie zdecydował się na powrót do komunistycznej Polski, pozostał na emigracji w Wielkiej Brytanii.
1 września 1948 został przyjęty do służby w RAF na podstawie dziesięcioletniego kontraktu (6 lat służby czynnej i 4 lata w rezerwie) w stopniu kapitana ze starszeństwem z 15 lutego 1945 (numer służbowy 500070). W RAF pracował do emerytury. Po zakończeniu służby pośredniczył w kontaktach pomiędzy brytyjskimi i radzieckimi przedsiębiorstwami. 16 lutego 1951 otrzymał brytyjskie obywatelstwo.
Na liście Bajana został sklasyfikowany na 253. miejscu z jednym pewnym zwycięstwem i jednym uszkodzeniem.

## Ordery i odznaczenia
Za swą służbę otrzymał odznaczenia:
- Krzyż Srebrny Virtuti Militari nr 11537,
- Krzyż Walecznych – trzykrotnie,
- Srebrny Krzyż Zasługi z Mieczami,
- Medal Lotniczy,
- Polowy Znak Pilota,
- Air Force Medal[1].